# Chevrolet Camaro (шестое поколение)
Chevrolet Camaro (рус. Шевроле́ Кама́ро) — культовый американский спортивный автомобиль, Pony car, выпускающийся подразделением Chevrolet корпорации General Motors. В конце октября 2015 года первые Camaro шестого поколения начали сходить с конвейера, а в середине ноября они поступили в продажу в США как автомобили 2016 модельного года.
Базовые модели LS и LT стандартно оснащаются четырёхцилиндровым двигателем с турбонаддувом (Turbo) мощностью 280 л. с. По заказу на них можно установить новый V-образный шестицилиндровый мотор мощностью 340 л. с. Спортивная версия SS с более агрессивным внешним видом имеет V-образный восьмицилиндровый двигатель мощностью 460 л. с. Пакет внешнего оформлением RS, доступный для базовых версий, дополняет их некоторыми, присущими спортивной модели элементами, такими как светодиодная окантовка фар и спойлер на кромке багажника. Более серьёзный гоночный (трековый) пакет опций 1LE, который можно установить на любую из моделей, включает в себя настроенную подвеску, дополнительные радиаторы охлаждения, и специальные колёса и шины. Чуть позже других появился экстремальный Camaro ZL1. Разгон торможение и управляемость этого автомобиля находятся на уровне лучших гоночных моделей, но он полностью пригоден для движения по дорогам общего пользования. Модель оборудуется V-образным восьмицилиндровым двигателем с механическим наддувом (Supercharged) мощностью 660 л. с. На 2020 модельный год представлена новая версия LT1 — это модель LT с восьмицилиндровым двигателем от SS, теперь это самый доступный Camaro с восьмицилиндровым двигателем. Любую из моделей можно заказать в открытом исполнении Convertible.
Американский автомобильный журнал Car and Driver включил новый Camaro (наряду с Ford Mustang Shelby) в десятку лучших автомобилей 2016 модельного года, а журнал Motor Trend объявил его победителем своего конкурса Автомобиль 2016 года.

## Модели

### 2016 модельный год

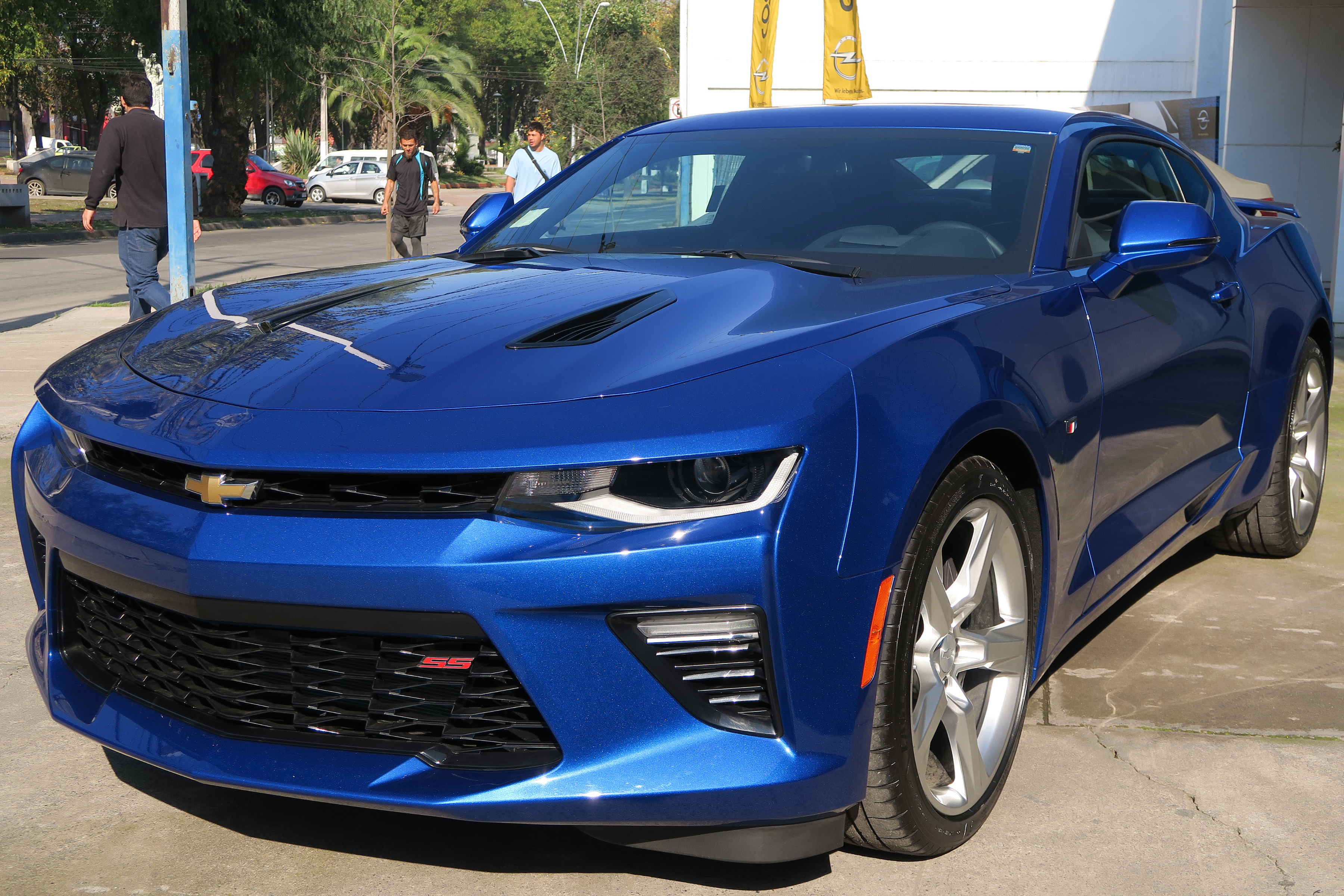
2016 Camaro SS

Поступивший в продажу осенью 2015 года как автомобиль 2016 модельного года новый Camaro, классической формы в современном исполнении, стал чуть меньше и легче моделей предыдущего поколения. Автомобиль создан на новой корпоративной платформе Alpha, но у него более 70 % деталей новые, включая полностью новый интерьер, новые переднюю и заднюю подвески и силовой привод.
Базовые модели LS и LT стандартно оборудуются двухлитровым четырёхцилиндровым турбодвигателем мощностью 275 л. с. обеспечивающим высокую экономичность при небольшой стоимости. По заказу на любую из моделей можно установить новый 3,6-литровый V-образный шестицилиндровый мотор мощностью 335 л. с.
На спортивной модели SS с иной решёткой радиатора, другими бамперами, вентиляционными каналами на капоте и задним антикрылом, используются ксеноновые фары и светодиодные дневные ходовые огни, выполненные в виде окантовки фар и, также, светодиодные, подфарники и задние фонари. Автомобиль оснащается 6,2-литровым восьмицилиндровым двигателем мощностью 455 л.с По заказу возможна установка специальной подвески с электронно управляемыми амортизаторами существенно повышающей ходовые свойства автомобиля.
У всех моделей двигатели стандартно агрегатируются с шестиступенчатой механической коробкой передач, но по заказу можно установить восьмиступенчатую автоматическую трансмиссию. Каждый из двигателей оснащён специальной, особым образом настроенной выхлопной системой, обеспечивающей прекрасное спортивное звучание мотора.
Любую из моделей можно заказать в виде кабриолета с мягким автоматически складывающимся верхом, поднять или опустить который можно в движении на скорости до 50 км/ч.

### 2017 модельный год

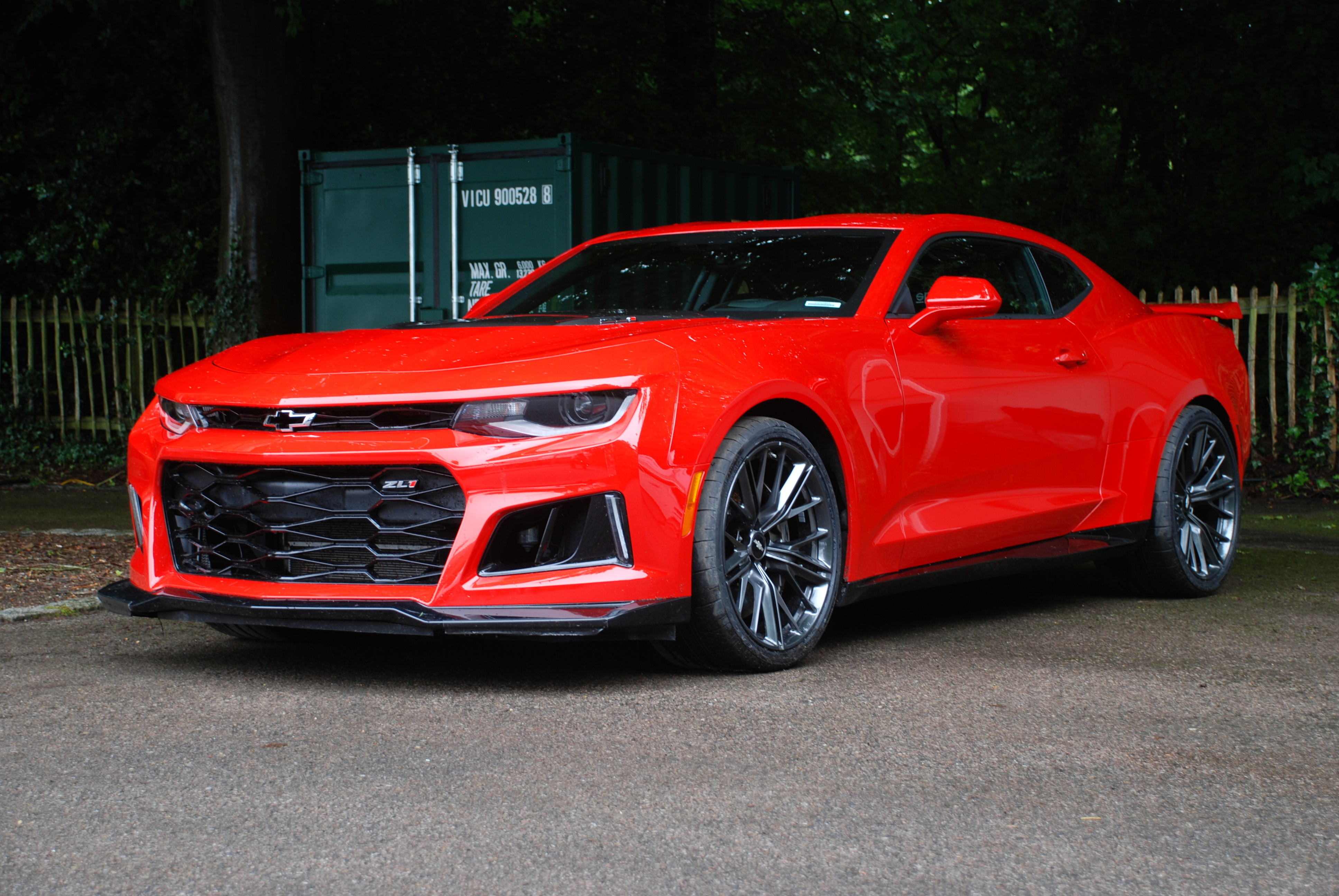
2017 Camaro ZL1

Осенью 2016 года отмечалось 50-летие выпуска первого Camaro. В ознаменование этого в продажу поступил автомобиль в юбилейном оформлении. Он был окрашен в особый цвет серый металлик (Nightfall Gray Metallic), имел уникальные 20-дюймовые колёса, фирменную решётку радиатора с хромированными вставками, тормоза оранжевого цвета и надписи Fifty на передних крыльях и крышке багажника. Внутри автомобиля были установлены кожаные сиденья с оранжевой прострочкой, а на передней панели, рулевом колесе и спинках сидений размещались юбилейные эмблемы.
Появился пакет внешнего оформлением RS, доступный для базовых версий, который дополняет их такой же, как у модели SS светотехникой, а также хромированными накладками на решётке радиатора, небольшим спойлером на кромке багажника и эмблемами RS спереди и сзади.
Для спортивной версии SS и базовых моделей с шестицилиндровым двигателем стал доступен гоночный (трековый) пакет опций 1LE. Он добавлял автомобилям матовый чёрный капот, оригинальную решётку радиатора с рассекателем воздуха понизу и небольшой чёрный задний спойлер. Автомобиль в таком исполнении оборудуется специальной подвеской, спортивными тормозами и особыми шинами.
Длительные испытания в аэродинамической трубе с последующей проверкой на гоночном треке определили особенности вернувшейся экстремальной модели ZL1. Все её дополнительные навесные элементы призваны направлять воздух вокруг и под автомобиль, улучшая его аэродинамику и охлаждение. Так, решётка радиатора имеет новую более обтекаемую структуру, а капот с карбоновой вставкой оборудован каналами для выхода горячего воздуха от двигателя. Помимо этого автомобиль имеет рассекатели воздуха под передним бампером и порогами, более широкие передние крылья и антикрыло сзади. Модель оборудуется 6,2-литровым V-образным восьмицилиндровым двигателем с механическим наддувом мощностью 650 л. с. и либо шестиступенчатой механической коробкой передач, либо новой десятиступенчатой автоматической трансмиссией. Специально настроенная подвеска, спортивные тормоза и особые шины обеспечивают автомобилю требуемые ходовые свойства. В салоне устанавливались спортивные сиденья Recaro и оборудование для записи и анализа времени прохождения круга.

### 2018 модельный год

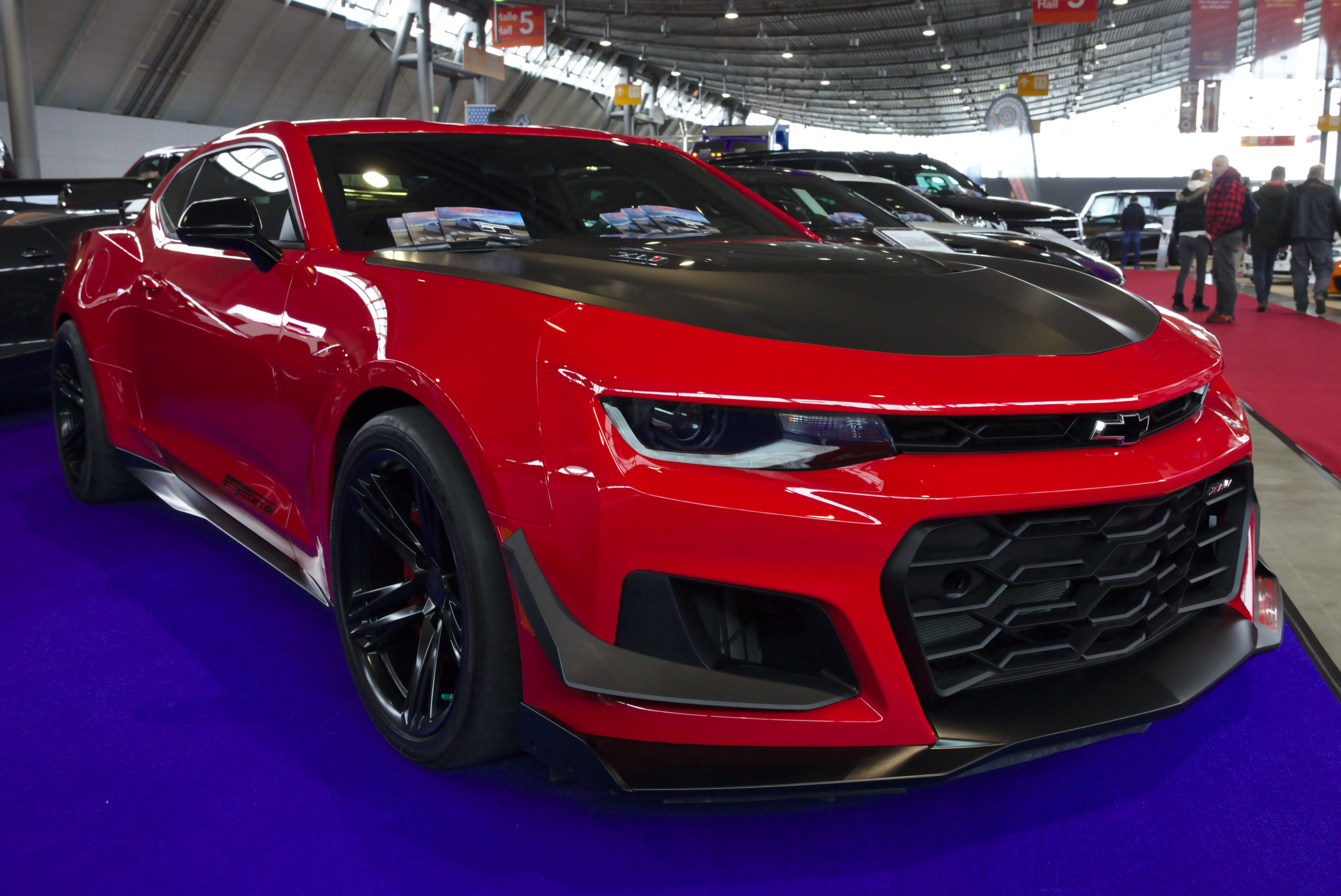
2018 Camaro ZL1 с гоночным пакетом опций 1LE

В начале 2017-го на 2018 модельный год версия ZL1 была дополнена своим гоночным пакетом 1LE. В таком исполнении автомобиль имеет дополнительные воздушные дефлекторы спереди и большое углепластиковое заднее антикрыло: всё это вместе снижает аэродинамическую подъёмную силу. В подвеске применяются гоночные облегчённые управляемые амортизаторы спереди и сзади, а также специальные 19-дюймовые колёса и шины. Особая конструкция передней подвески позволяет изменять высоту передней части автомобиля, а также легко регулировать углы установки колёс. В задней подвеске применяется устанавливаемый в трёх положениях стабилизатор. Большая часть деталей подвесок легко заменяется, что позволяет тонко настраивать ходовые свойства автомобиля и перестраивать его под обычное использование по окончании гоночных дней. Облегчённые колёса и амортизаторы, более тонкое заднее стекло и задние сиденья с зафиксированной, не складной спинкой позволили снизить вес автомобиля на 27 килограммов. В то же время, в стандартное оборудование модели входят двузонный климат-контроль, премиальная аудиосистема Bose, обогреваемые и вентилируемые передние сиденья и рулевое колесо с подогревом.
Автомобиль в такой комплектации поставил рекорд круга для Camaro на Нюрбургринге, проехав 20,8 километров Северной петли за 7 минут 16,04 секунды (см. Времена круга Нюрбургринга (англ. List of Nürburgring Nordschleife lap times)).

### 2019 модельный год

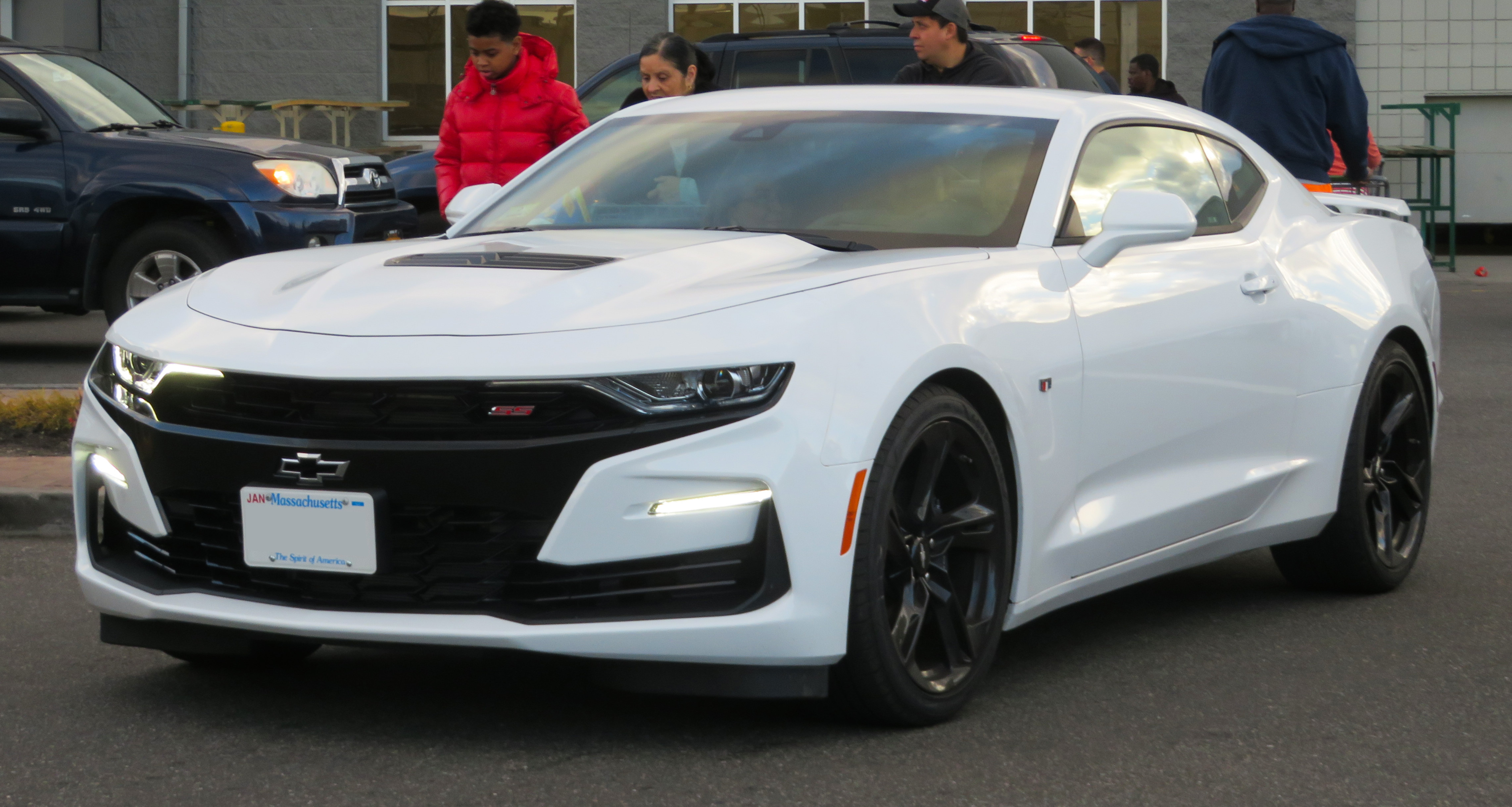
2019 Camaro SS

В апреле 2018 года был представлен модернизированный Camaro 2019 модельного года. Обновлённый внешний вид позволил не только усилить спортивное восприятие модели, но и улучшил обтекаемость автомобиля, а также охлаждение некоторых его узлов. Новый передок, теперь полностью разный у версий LS/LT, RS и SS. Так, пакет внешнего оформления RS для модели LT добавляет автомобилю полированную чёрную решётку с хромированными вставками снизу, новые светодиодные фары и диффузор сзади. У спортивной модели SS раскрытый передок с воздушными дефлекторами по краям бампера дополняется специальными фарами с новой фирменной светодиодной окантовкой и более рельефным капотом. Сзади все модели получили овальные светодиодные фонари полностью красные для LS/LT и с прозрачным затенённым центром для RS, SS и ZL1. Модель SS теперь по заказу вместо восьмиступенчатой оснащается десятиступенчатой автоматической трансмиссией. Спортивный пакет 1LE стал доступен и для базового Camaro с четырёхцилиндровым двигателем. В салоне появилась полностью новая информационно-развлекательная система, а из новых опций теперь доступно зеркало заднего вида, на которое выводится изображение с камеры и система оповещения о возможном столкновении.
В начале года появился обновлённый ZL1 1LE, более быстрый и лучше приспособленный для гонок по треку. Автомобиль оборудуется лучше настроенной автоматической трансмиссией, время переключения передач в которой было серьёзно сокращено. Были изменены настройки дифференциала повышенного трения и системы контроля сцепления шин с дорогой. Обновлённые электронно управляемые амортизаторы стали быстрее реагировать на перераспределение веса автомобиля в движении. Всё это позволило более чем на секунду сократить время прохождения тестового 4,5 километрового трека Chevrolet.

### 2020 модельный год
Весной 2019 года были представлены автомобили 2020 модельного года. Обновлённый передок модели SS теперь имеет окрашенную в цвет кузова поперечину, разделяющую решётку радиатора пополам и размещённую на верхней её части чёрную «бабочку» Chevrolet. Теперь можно заказать чёрную эмблему Chevrolet спереди, надписи Camaro на крыльях, затенённые задние фонари и спойлер на крышке багажника. В салон возможна установка спортивных сидений Recaro, красных ремней безопасности, а также отделка руля и рычага трансмиссии замшей и алюминиевые спортивные педали.
Появилась новая модель LT1 — это Camaro LT с восьмицилиндровым двигателем в 455 л. с. от модели SS. Купе и кабриолет LT1 стали самыми доступными моделями Camaro с восьмицилиндровым двигателем.

## Кузов и оборудование

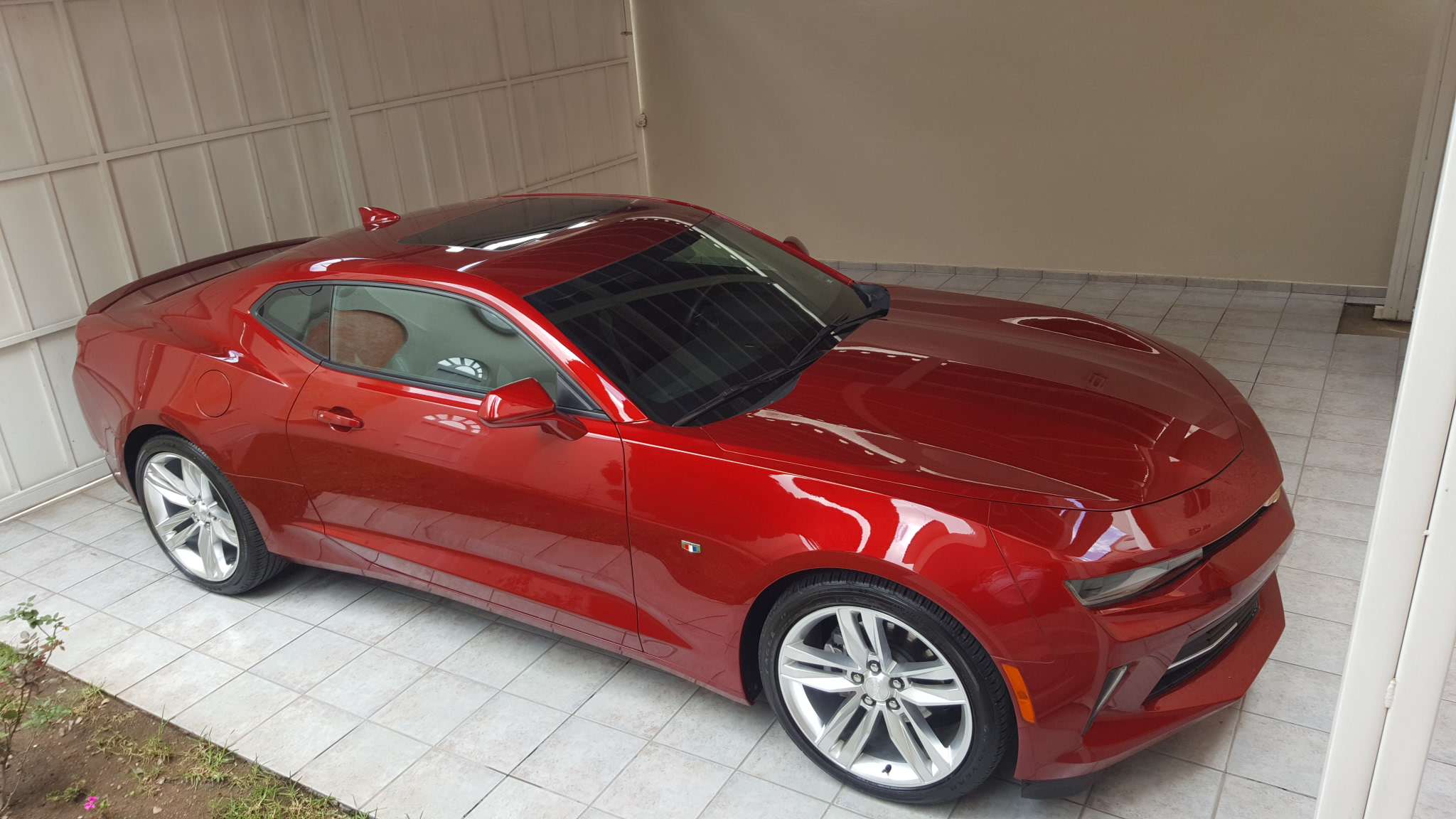
2016 Camaro LT с пакетом RS

Внешний вид нового Camaro продолжил эволюционное развитие его культовых форм. Автомобиль стал чуть меньше, а все его линии чётче и острее. Рассечённый горизонтальной линией фар и решётки радиатора передок, а также вытянутые задние фонари, дают мощный посыл к моделям первого поколения. Выразительные задние крылья, которые были характерной чертой автомобилей предыдущего поколения, стали ещё ярче, придавая Camaro более солидный вид.
Более 350 часов, проведённых в аэродинамической трубе, определили форму многих элементов экстерьера. Так, узкая нижняя часть переднего бампера, направляя воздух вокруг колёс, уменьшает аэродинамическое сопротивление. У модели SS по краям бампера размещены каналы, подающие воздух для охлаждения тормозов, а на капоте расположены вентиляционные отверстия улучшающие охлаждение двигателя и, одновременно, снижающие подъёмную силу спереди.
Изогнутый алюминиевый капот с акцентированно резкими складками кажется обёрнутым вокруг двигателя. Крыша автомобиля имеет ярко выраженные рёбра, которые повышают её жёсткость и обеспечивают более точную установку. Крепиться крыша к каркасу кузова с помощью лазерной сварки. Такой тип сварки исключает необходимость в специальных отбортовках, что экономит вес.
Тщательное компьютерное моделирование позволило увеличить жёсткость кузова на 28 %, при этом он стал легче на 60 килограммов. Убирая граммы здесь, килограммы там, инженеры снизили снаряжённую массу автомобиля на 90 килограммов. Так, например, алюминиевый каркас передней панели позволил сэкономить 4,2 килограмма, а облегчённая подвеска — 12 килограммов. Несмотря на то, что автомобиль создан на единой корпоративной платформе Alpha, большинство элементов новой структуры созданы специально для Camaro. Так, передняя часть кузова была удлинена для сохранения классического профиля и расширена для получения требуемой колеи.
Новый Camaro оснащён фронтальными и боковыми подушками безопасности, подушками для защиты коленей водителя и пассажира, а также шторкой безопасности у купе. Он показал хорошие результаты в тесте на безопасность по методике страхового института дорожной безопасности США (IIHS).

### Салон

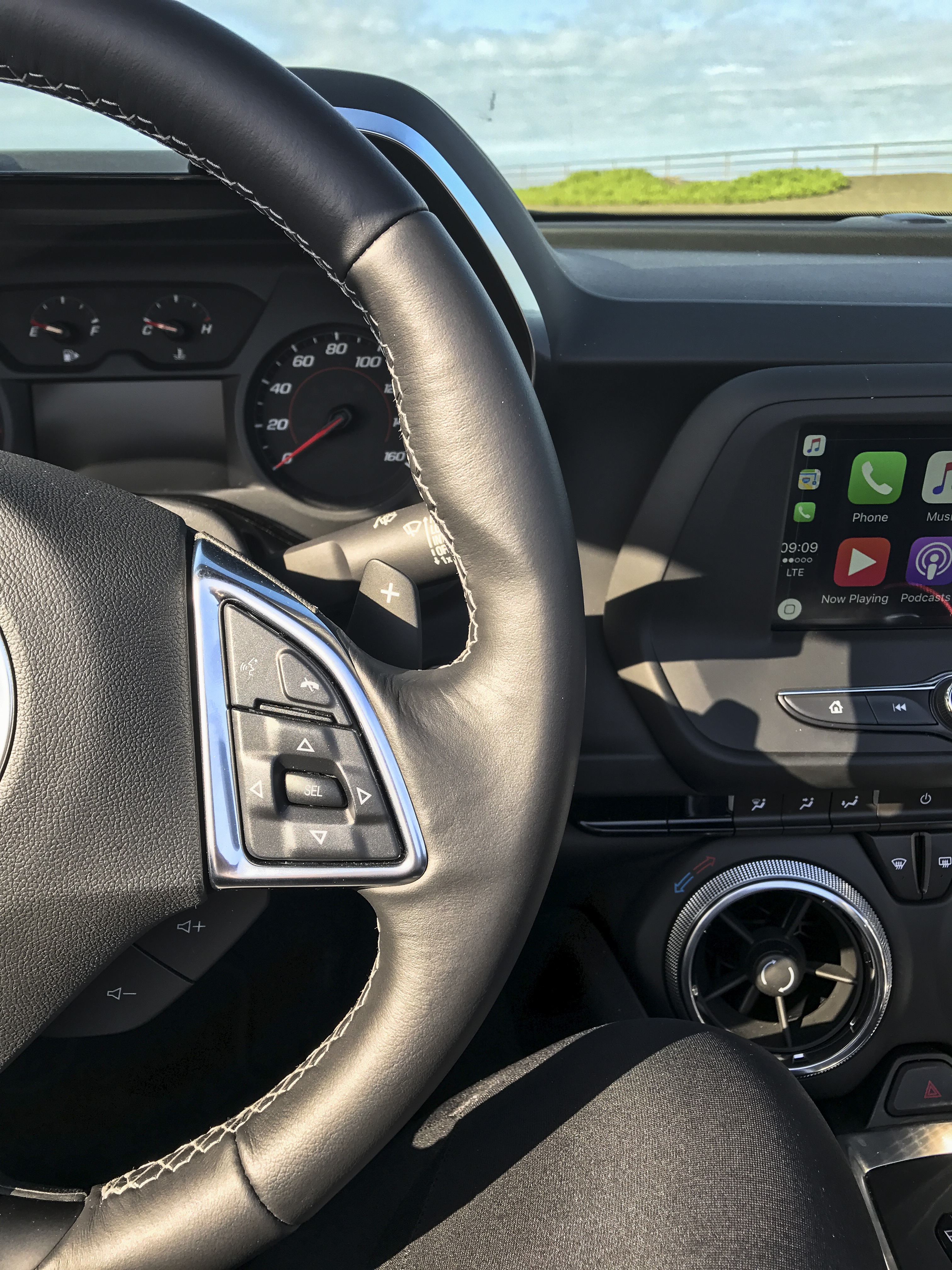
Панель приборов Camaro в простейшем исполнении с аналоговыми указателями

Как снаружи, так и внутри Camaro полностью новый, но узнаваемый. Панель приборов, например совсем другая, но как и прежде акцентирует внимание на двух аналоговых приборах: спидометре и тахометре. В базовом исполнении между ними располагаются, также аналоговые, указатели уровня топлива и температуры масла и небольшой информационный экран. На более дорогих версиях всё пространство между спидометром и тахометром занимает 8-дюймовый экран высокого разрешения, на который выводится дополнительная информация, такая как навигационные карты, характеристики движения и режимы работы развлекательной системы. Эта часть приборной панели может быть полностью перестроена самим водителем под любые его пожелания.
По центру передней панели располагается ещё один сенсорный 8-дюймовый экран нового поколения информационно-развлекательной системы MyLink. Под ним размещены кнопки управления системой климат-контроля. Интересно, что управлять скоростью вентилятора надо, вращая корпус дефлектора, из которого поступает воздух. Дальше, между сиденьями расположен рычажок включения электрического привода стояночного тормоза и подстаканники.
Салон оборудован фоновой подсветкой, которая украшает переднюю панель, консоль и двери. На выбор доступны 24 цвета, спектр которых подстраивается под стиль вождения.
Автомобиль имеет несколько переключаемых режимов движения: снег-лёд (Snow/Ice), движение (Tour), спорт (Sport) и, только у модели SS — трек (Track). Выбирая режим, водитель меняет настойки педали газа, рулевого управления, системы стабилизации и некоторых других систем. Для автомобилей оборудованных гоночным пакетом 1LE можно заказать систему записи видео и текстовых данных о прохождении гоночного круга.
У модели ZL1 в салоне стандартно установлены гоночные кресла Recaro и спортивный руль. Модель максимально облегчена, но в её стандартное оборудование входят двузонный климат-контроль, премиальная аудиосистема Bose, обогреваемые и вентилируемые передние сиденья и рулевое колесо с подогревом.
Известное американское автомобильное издательство Wards выбрало салон Camaro победителем своего конкурса 10 лучших интерьеров 2016 года.

### Кабриолет

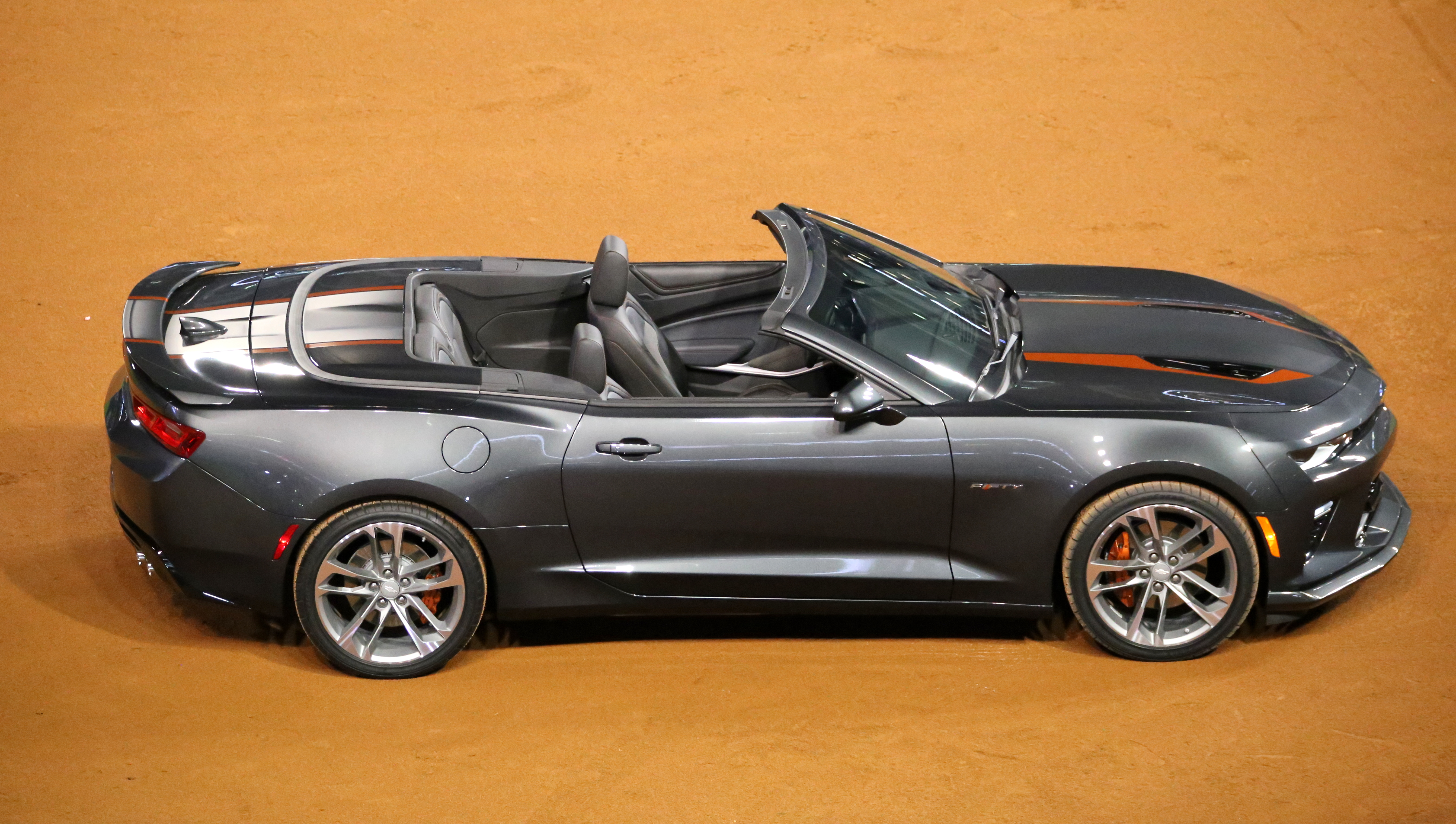
2016 Camaro SS Convertible в юбилейном в честь 50-летия марки оформлении

Любую из моделей можно заказать в открытом исполнении Convertible. Кузов базового Camaro изначально проектировался с учётом возможности создания открытой версии, поэтому кабриолет практически не имеет отличий в силовой структуре и сохранил все ходовые свойства купе.
Верх кабриолета полностью автоматически складывается, раскладывается и фиксируется с помощью электрогидравлического привода и автоматических защёлок. Задействовать трансформацию крыши можно в движении на скорости до 50 км/ч или дистанционно с брелока. Мягкая складная крыша представляет собой многослойную конструкцию со встроенной шумо- и теплоизоляцией, что позволяет эксплуатировать автомобиль с любое время года. В поднятом виде она повторяет контуры крыши купе, а в сложенном — полностью скрывается ниже поясной линии автомобиля и закрывается крышкой.

## Двигатели и трансмиссия

### Четырёхцилиндровый двигатель
Рядный четырёхцилиндровый бензиновый двигатель LTG типа Ecotec с турбонаддувом рабочим объёмом два литра и мощностью 280 л. с. используется на базовых версиях Camaro. Мотор имеет головку блока из алюминиевого сплава, изготовленную методом центробежного литья, что придаёт ей особую прочность. В головке расположены два распределительных вала (DOHC), снабжённых системой изменения фаз газораспределения. Питание двигателя осуществляется с помощью системы непосредственного впрыска топлива. Турбонаддув с двумя каналами (Twin-scroll), электронным управлением клапанами и охлаждением наддувного воздуха обеспечивает двигателю хорошую тягу, практически исключая запаздывание.

### Шестицилиндровый двигатель
Атмосферный V-образный шестицилиндровый двигатель LGX рабочим объёмом 3,6 литра развивает мощность 340 л. с. и является заказным мотором базовых версий Camaro. В нём применяются такие инновационные технологии как непосредственный впрыск топлива, изменяемые фазы газораспределения и система отключения части цилиндров (Active Fuel Management), которая отключает цилиндры №2 и №5, и оставляет работающими только четыре цилиндра при движении автомобиля с небольшой нагрузкой.
Двигатель основан на проверенной конструкции с алюминиевым блоком с углом развала 60° в котором, с целью получения большего рабочего объёма, было увеличено расстояние между центрами цилиндров. Мотор имеет патентованную систему жидкостного охлаждения, позволяющую ему быстрее прогреваться и не допускающую перегрева наиболее нагруженных зон. Система смазки с насосом переменной производительности снижает шум и потери в двигателе. В новых головках цилиндров из алюминиевого сплава с интегрированными выпускными коллекторами установлены большего размера клапаны, по четыре на цилиндр, более компактные свечи зажигания и форсунки системы непосредственного впрыска топлива. Все четыре распредвала (DOHC) имеют специальную систему, позволяющую отключать привод клапанов, а также изменять продолжительность открытия впускных клапанов при определённых условиях.
Этот мотор был признан лучшим двигателем 2016 года по мнению американского автомобильного издания Wards.

### Восьмицилиндровые двигатели

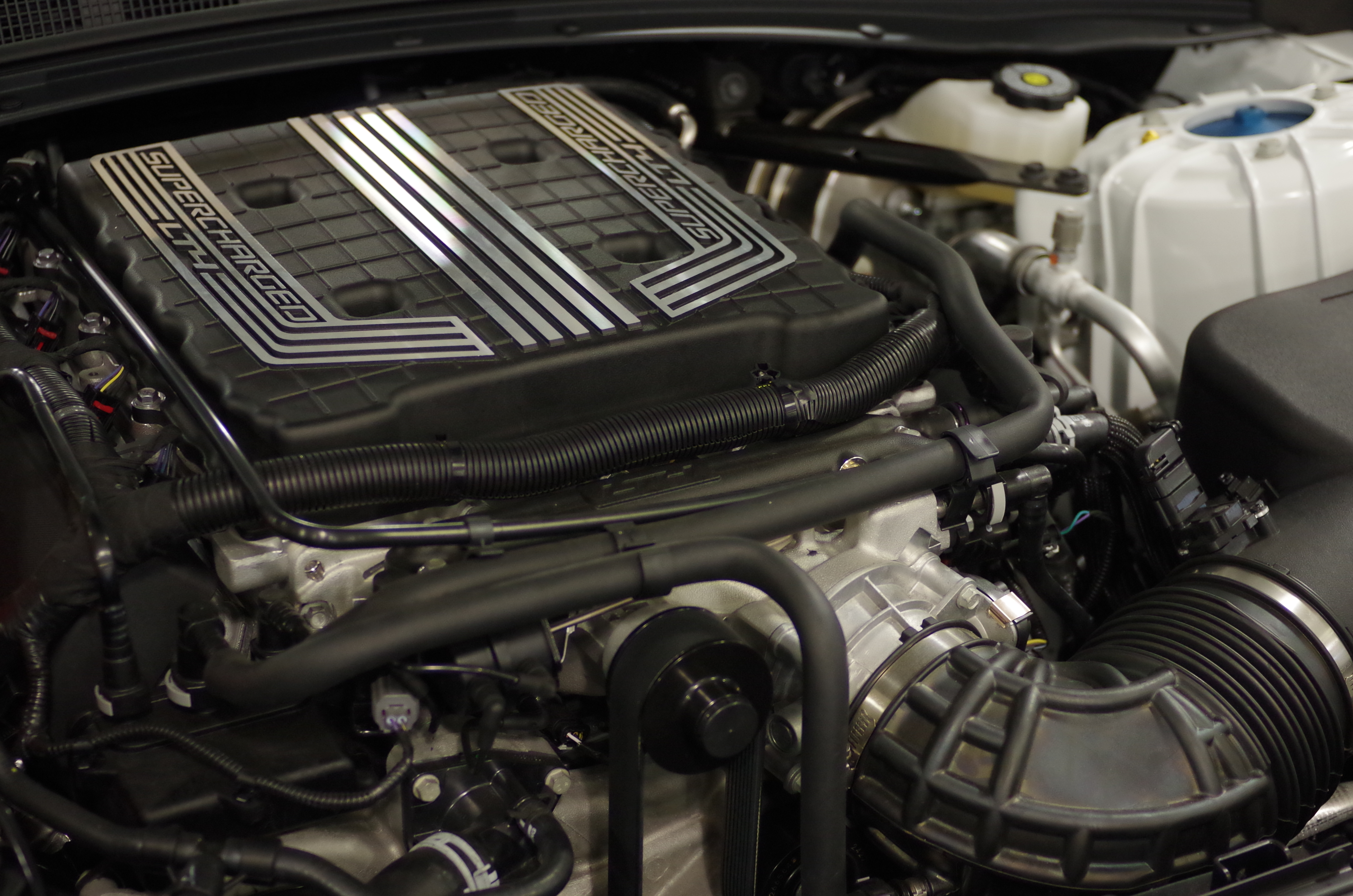
6.2 V8 Camaro LZ1

Camaro SS оснащается V-образным восьмицилиндровым двигателем LT1 рабочим объёмом 6,2 литра мощностью 460 л. с. Это наследник знаменитых двигателей с «малым блоком», которые уже использовались ранее на Camaro Z28 и SS. Примерно 20 % деталей двигателя, включая акустически настроенные выхлопные коллекторы, специально изготовлены для Camaro. Мотор оснащён системой непосредственного впрыска топлива, системой изменения фаз газораспределения и системой отключения части цилиндров (Active Fuel Management), что обеспечивает необходимый баланс мощности и топливной экономичности. Система смазки с насосом переменной производительности подаёт достаточное количество масла на детали двигателя даже при нескольких не работающих цилиндрах. Увеличенной длины квадратного сечения впускные патрубки немного завихряют поступающий в цилиндры воздух, а уникальная конструкция головок цилиндров и особая форма поршней обеспечивают хорошее перемешивание впрыскиваемого топлива. Уменьшенные камеры сгорания позволили достичь степени сжатия 11,5 и расположить свечу зажигания ближе к центру камеры. Специальная выхлопная система двигателя имеет перепускной клапан в глушителе, который при резком ускорении немного улучшает разгон и создаёт прекрасный звук. Звучание выхлопа можно настроить от скрытого, тихого, до агрессивно рычащего, гоночного.
На гоночную версию ZL1 устанавливался V-образный восьмицилиндровый 6,2-литровый двигатель LT4 мощностью 660 л. с. оборудованный механическим нагнетателем Eaton. Двигатель создан на базе атмосферного мотора LT1 и имеет более прочную из специального алюминиевого сплава головку цилиндров, титановые впускные клапаны и особо прочные поршневые пальцы.

### Механические коробки передач
Все модели стандартно оборудуются шестиступенчатой механической коробкой передач производства TREMEC. На автомобили с четырёх и шестицилиндровыми моторами устанавливается коробка TR-3160, а на модели с восьмицилиндровыми двигателями способная передавать больший крутящий момент TR-6060. Коробка TR-6060 дополнена системой помощи при переключении передач ARM (Active Rev Match). При переходе на более высокую или более низкую передачу обороты двигателя уменьшаются или увеличиваются автоматически, помогая плавно переключать передачи.

### Автоматические трансмиссии
На все модели Camaro первоначально по заказу устанавливалась восьмиступенчатая автоматическая гидромеханическая трансмиссия типа Hydra-Matic: 8L45 — для малых двигателей и 8L90 для большого восьмицилиндрового мотора. Коробка 8L45 меньше и на 15 килограммов легче коробки 8L90 на базе которой она была создана. Обе трансмиссии имеют расширенный до 7,0 динамический диапазон и обеспечивают примерно на 5 % меньший расход топлива по сравнению с шестиступенчатыми автоматическими коробками. Относительно большое передаточное отношение первой передачи обеспечивают более быстрый старт автомобиля, а меньшая разница между ступенями позволяет поддерживать оптимальные обороты двигателя во всех остальных режимах. Трансмиссия имеет четыре планетарных ряда и пять комплектов фрикционов. В новой управляющей системе используется соленоиды с переменным усилием, три датчика скорости и высокопроизводительный контроллер.
Модель ZL1 с самым мощным двигателем оснащалась новой десятиступенчатой гидромеханической трансмиссией 10R90. Расширенный до 7,39 динамический диапазон коробки позволяет постоянно поддерживать обороты двигателя на оптимальном уровне, а очень быстрые переключения дают интенсивный разгон. Такой широкий диапазон, также, даёт возможность использовать меньшие передаточные соотношения на высших передачах, обеспечивая снижение оборотов двигателя и, соответственно, расход топлива при движении автомобиля с постоянной скоростью. В коробке применяются четыре планетарных ряда и шесть комплектов фрикционов. Совершенно новое, с низкой вязкостью масло, позволяет существенно снизить потери в широком диапазоне температур. Переключением передач можно вручную управлять с помощью подрулевых лепестков. Такую же десятиступенчатую трансмиссию 10L80, приспособленную для передачи меньшего крутящего момента стали устанавливать с 2019 модельного года на автомобиль SS. На 2020 модельный год эту же трансмиссию, но в ещё более упрощённом варианте под индексом 10L60 будут устанавливать на модель LT с шестицилиндровым двигателем.

### 1LE
На автомобилях оборудованных гоночным пакетом опций 1LE устанавливаются дополнительные радиаторы для охлаждения масла двигателя, коробки передач и дифференциала и других узлов силового привода. На базовой модели LT используется механический дифференциал с повышенным трением, а на моделях SS и ZL1 — дифференциал с электронным управлением проскальзыванием.

## Ходовая часть
Более жёсткая силовая структура автомобиля позволила точнее настроить рулевое управление и подвеску, так как они теперь не обязаны компенсировать её податливость. А уменьшенный вес кузова позволил использовать большего размера и более массивные элементы ходовой части такие, как тормоза и колёса с шинами.

### Подвеска
Передняя и задняя подвески в основном выполнены из алюминия, а некоторые, изготовленные из композитного материала, рычаги даже легче алюминиевых. В результате, её общая масса стала на 21 % меньше по сравнению со стальной подвеской Camaro предыдущего поколения.
Передняя независимая подвеска со стойками типаМак-Ферсон имеет особую, предназначенную только для Camaro геометрию. Конструкция с двумя нижними шарнирами обеспечивает более точный контроль и линейное ощущение от управления, а алюминиевые нижние рычаги позволяют существенно снизить её вес. Новая задняя независимая подвеска с пятью рычагами, также вносит свой вклад в удобство управления и стабильность движения и уменьшает приседание автомобиля при разгоне.
Система активного подрессоривания (Magnetic Ride Control), устанавливаемая по заказу на модель SS и стандартно на ZL1, до 1000 раз в секунду анализирует дорожные условия и настраивает амортизаторы для обеспечения комфорта и хорошего управления. Система имеет три режима: дорожный (Tour), спортивный (Sport) и гоночный (Track), которые создают требуемый баланс плавности хода и управляемости.

### Рулевое управление
Все модели оборудуются реечным рулевым механизмом с переменным передаточным отношением и электроусилителем ZF смонтированным на рейке.

### Тормозная система
Все автомобили стандартно оснащаются дисковыми вентилируемыми тормозами изготовления Brembo. У модели LT это четырёхпоршневые механизмы на дисках диаметром 320 миллиметров спереди и однопоршневые с плавающей скобой на тормозных дисках 315 миллиметров сзади. Модель SS оборудуется четырёхпоршневыми тормозами спереди и сзади и дисками большего, 345 и 348 миллиметров, диаметра. В случае установки на SS гоночного пакета опций 1LE, у неё спереди появляются шестипоршневые суппорта на сборных, состоящих из двух частей, тормозных дисках диаметром 370 миллиметров, которые на 7 % легче обычных. У модели ZL1 спереди, также, установлены шестипоршневые тормозные механизмы на сборных тормозных дисках диаметром 390 миллиметров.

### Колёса и шины
На всех автомобилях используются шины Goodyear, установленные на 18-дюймовые легкосплавные колёса у базовой модели и на 20-дюймовые колёса у версии SS. Последняя комплектуется специальными безопасными шинами (Run flat) с асимметричным рисунком протектора. Автомобили с гоночным пакетом опций 1LE имеют разные 20-дюймовые шины, более узкие (245) спереди и более широкие (275) сзади. Модель ZL1 также оборудуется разными колёсами, размерности 285/30ZR20 спереди и 305/30ZR20 сзади.

## Особые версии

### Indianapolis Pace Car

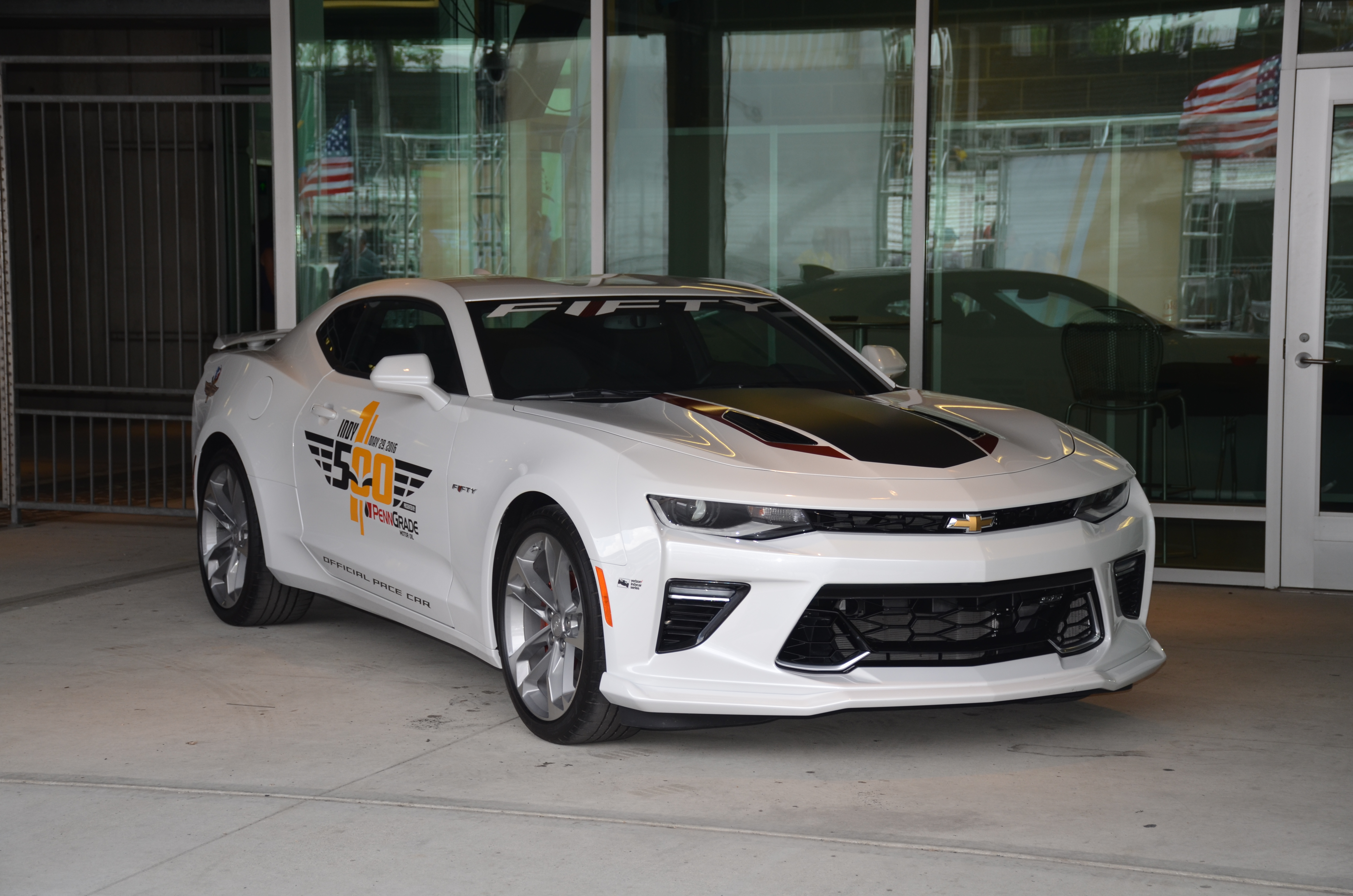
2016 Camaro Indianapolis Pace Car

Camaro SS под управление легендарного Роджера Пенске в юбилейном, в честь 50-летия модели, оформлении использовался в качестве автомобиля безопасности на 100-й гонке Индианаполис 500 в 2016 году.
Автомобиль был окрашен в особый белый цвет, имел соответствующие надписи на дверях и знаменитую эмблему гонки на задних крыльях. Имея 460-сильный двигатель такой Camaro не нуждался в какой либо дополнительной подготовке для того чтобы вести за собой группу гоночных автомобилей.

### COPO

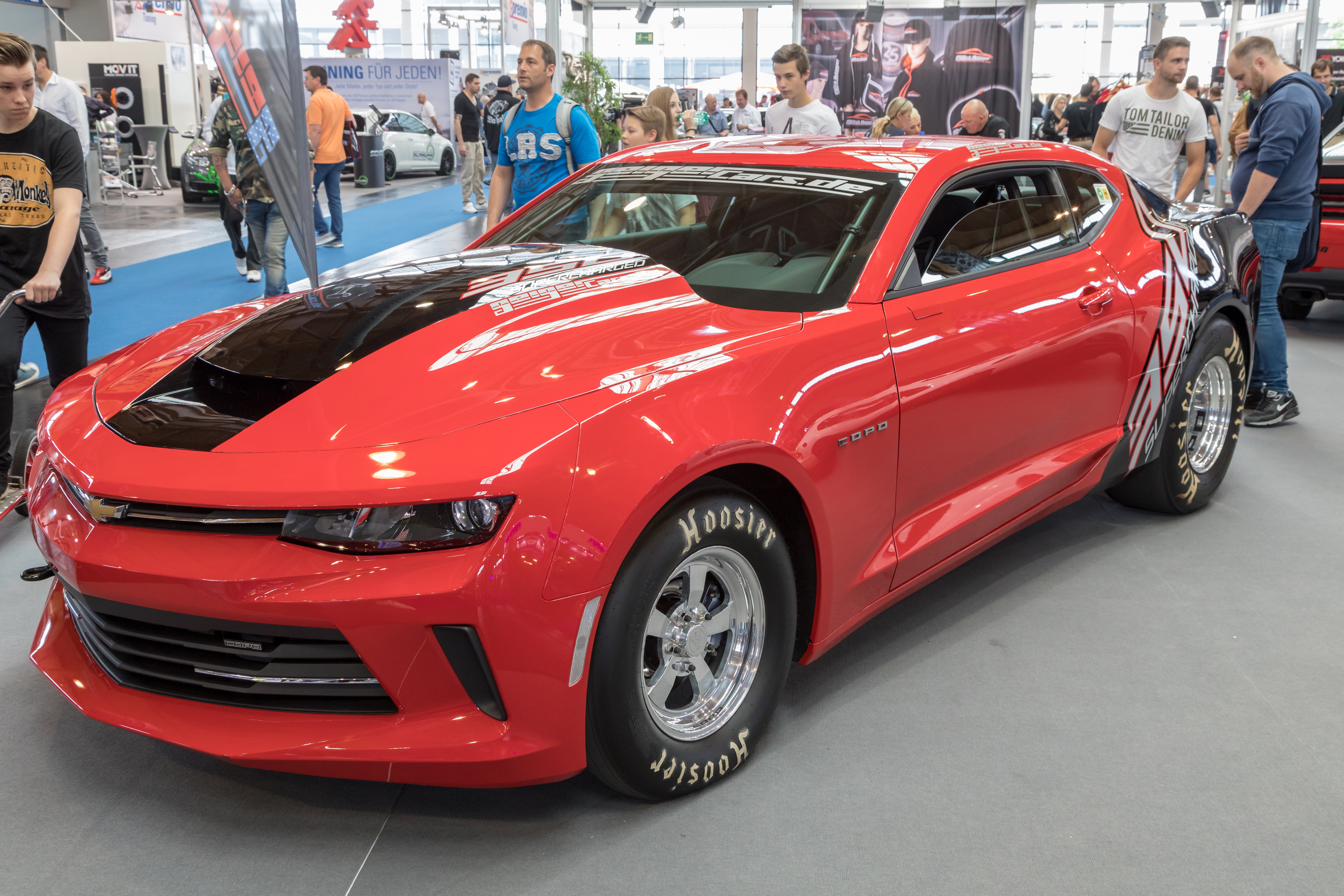
COPO Camaro

В конце 2015 года на автомобильной выставке в Лас-Вегасе (SEMA) фирма Chevrolet представила COPO Camaro на 2016 модельный год, созданный по заказу NHRA, американской ассоциации дрэг-рейсинга.
Автомобиль имел более жёсткий и лёгкий кузов, изменённую ходовую с независимой передней подвеской на двух поперечных рычагах и задней балкой с четырьмя рычагами и пружинами, рулевое и тормоза без усилителей. На выбор предлагались либо атмосферный 7-литровый (472 кубических дюймов), либо 5,7-литровый (350 кубических дюймов) с механическим наддувом, либо стандартный 6,2-литровый (376 кубических дюймов) V-образные восьмицилиндровые двигатели, которые агрегатировались со специальной спортивной трёхступенчатой автоматической трансмиссией. Автомобиль также был оборудован специальным кронштейном для крепления дополнительных задних колёс (Wheelie bars) и тормозными парашютами.
Традиционно была выпущена ограниченная серия в 69 штук таких автомобилей. Распределялись они между владельцами по результатам лотереи, а самый первый 2016 COPO Camaro был продан с аукциона. Вырученные деньги были переданы организации United Way Worldwide.
Такая же ограниченная партия автомобилей была выпущена осенью 2016 года.
В конце 2017-го, вновь на SEMA, был анонсирован выпуск COPO Camaro на 2018 модельный год. Этот автомобиль был оформлен в стиле масштабных моделек Hot Wheels, в честь 50-летия выпуска первой такой игрушки. Главным техническим новшеством был новый двигатель. Созданный на базе стандартного 6,2-литрового (376 кубических дюймов) мотора, он имел уменьшенный за счёт более кроткого хода поршня рабочий объём 5 литров (302 кубических дюйма).
Представленный на SEMA в конце 2018 года на 2019 модельный год юбилейный, в честь 50-летия выпуска первых моделей COPO, автомобиль был окрашен в цвет голубой металлик (Blue Metallic), отсылающий к расцветке 1969 года. Помимо окраски, модель имела полностью оригинальный передок, не похожий ни на какие другие автомобили Camaro. 427-й двигатель также получил юбилейную окраску: оранжевый блок цилиндров, хромированные крышки клапанов и чёрный впускной коллектор, а модернизированный 350-кубовый мотор — новый нагнетатель. Традиционно была выпущена ограниченная партия в 69 автомобилей.
Там же был показан электрический прототип eCOPO. Электромобиль создан на базе обычного COPO 2019 модельного года в котором бензиновый мотор заменён на электрический мощностью более 700 л. с. с крутящим моментом, превышающим 800 ньютонов на метр. Электромотор состыкован с такой же как у базовой модели автоматической трансмиссией, от которой вращение, также, передаётся на задний мост. Четыре блока 200 вольтовых батарей общим весом 80 килограммов соединены последовательно и создают напряжение в 800 вольт для питания двигателя. Батареи размещены в задней части автомобиля таким образом, что 56 % его массы приходиться на заднюю ось. Они надёжно защищены специальным силовым каркасом, а система управления отслеживает все их критические параметры, включая температуру. Стандартную дистанцию в четверть мили прототип eCOPO преодолевает менее чем за 9 секунд
На 2020 модельный год COPO Camaro получил модернизированный 350-кубовый двигатель с нагнетателем фирмы Magnuson и новыми головками блока, а также 427-кубовый мотор и новые цвета кузова. Отдельно от традиционной партии в 69 автомобилей, изготовлена специальная модель John Force Edition, названная именем многократного чемпиона по дрэг-рейсингу Джона Форса. Автомобиль будет продан с аукциона, а вырученные деньги пойдут на благотворительность.
Всего же, начиная с 2012 года, когда вновь появились COPO Camaro, было изготовлено 552 автомобиля. Наиболее популярным цветом заказываемых моделей был красный, двигателем — 427-кубовый мотор, автомобили разошлись по четырём странам (США, Германия, Швеция и Канада), а от продажи особых версий было получено 1,875 миллиона долларов.

## Производство и продажи
26 октября 2015 года первые Camaro шестого поколения начали сходить с конвейера завода Lansing Grand River Assembly в столице штата Мичиган Лансинге. Это один из новейших заводов корпорации General Motors построенный в 1999 году. В 2015 году оборудование предприятия было обновлено под выпуск нового Camaro.
В 2017 году в России было продано 198 автомобилей Camaro. Он стал самой продаваемой спортивной моделью, потеснив с первого места Porsche 911.
| Продажи | Продажи | Продажи | Продажи |
| Год | США     | Европа  | Россия  |
| --- | ------- | ------- | ------- |
| 2015* | 77 502  | -       | -       |
| 2016 | 72 705  | 610     | 24      |
| 2017 | 67 940  | 1616    | 198     |
| 2018 | 50 963  | 1729    | 135     |
| 2019 | 48 265  |         |         |
| *В первой половине 2015 года продавались модели пятого поколения, а с осени в продажу поступили автомобили шестого поколения. |         |         |         |

## Комментарии
1. 1 2 3  Модельный год[англ.], отличный от календарного, обычно, но не всегда, начинался осенью, в сентябре — октябре. Здесь везде, кроме оговорённых случаев, используются данные за календарный год.
2. ↑  Источники информации те же, что и в этой статье.